# Сакуракай
Сакуракай, або Товариство сакури (яп. 桜会, Sakurakai) — ультранаціоналістичне таємне товариство, створене молодими офіцерами Імператорської японської армії в вересні 1930 року з метою реорганізації держави відповідно до тоталітарно-мілітаристських принципів, при необхідності за допомогою військового державного перевороту. Їх загальновизнаною метою була реставрація Сьова, яке, за їхніми твердженнями, поверне імператора Хірохіто на його законне місце, вільне від політичних партій і шкідливих бюрократів в умовах нової військової диктатури.

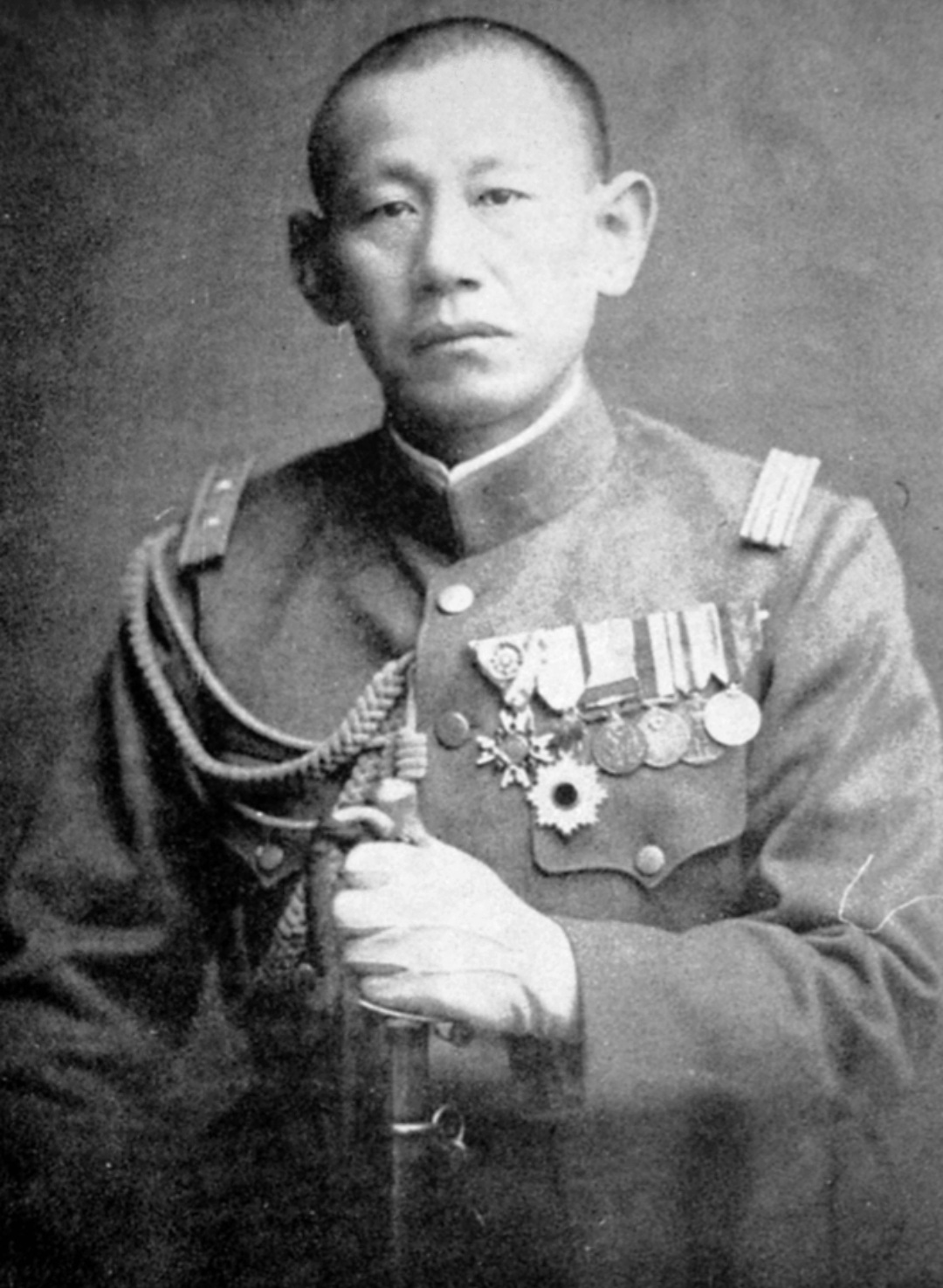
Підполковник Кінгоро Хашімото, засновник Сакуракай

Організацію Сакуракай очолили підполковник Імператорської армії Японії Кінгоро Хашімото , тодішній начальник російської секції Генерального штабу Імператорської японської армії та капітан Ісаму Тьо при підтримці Садао Аракі. Спочатку товариство налічувало близько десяти осіб, діючих польових офіцерів генерального штабу, і розширилося за рахунок офіцерів полкового і ротного звань, так що до лютого 1931 року його членство збільшилася до більш ніж 50 осіб, а можливо, і до кілька сотень до жовтня 1931 року. Одним з видних лідерів товариства був Куніакі Коїсо, майбутній прем'єр-міністр Японії.
Група Сакури домагалася політичної реформи: ліквідації партійного уряду шляхом державного перевороту та створення нового кабінету, заснованого на державному соціалізмі, з метою усунення начебто корумповану політику, економіку та думку в Японії.
Двічі в 1931 році,  більш відомі в історії як "Березневий інцидент"  і "Жовтневий інцидент" організація Сакуракай і цивільні ультранаціоналістичні елементи намагалися повалити цивільний уряд Японської імперії. З арештом його керівництва після Інциденту імператорських кольорів, організація Сакуракай була розпущена (ліквідована).
Багато з її колишніх членів перейшли у фракцію Тосейха всередині армії.